# Мужність під вогнем
«Мужність під вогнем» (англ. Courage under Fire) — воєнний трилер Едварда Цвіка 1996 року.

## Сюжет
Лютий 1991 року. Світ стежить за війною в Перській Затоці. Полковник Серлінг, командир танкового підрозділу, здійснює страшну помилку під час нічної атаки, в результаті чого гинуть американські військовослужбовці. Начальство вирішує зам'яти цю справу і відправляє Серлінга на паперову роботу до Пентагону. Йому доручають перевірити, чи годиться кандидат на Медаль Пошани Конгресу, капітан Карен Волден, для вручення цієї нагороди за виявлену нею «мужність у бою». У ході розслідування чесний служака натикається на безліч фактів, які військове командування США хотіло б приховати.